# Armanas Abramavičius
Armanas Abramavičius (* 27. November 1962 in Zarasai, Litauische SSR) ist ein litauischer Strafrechtler, Richter des Obersten Gerichts Litauens, ehemaliger Verfassungsrichter und Verwaltungsjurist (Präsidentenberater).

## Leben
Armanas Abramavičius absolvierte 1985 das Studium der Rechtswissenschaften an der Universität Vilnius und unterrichtete als Assistent Strafrecht am Lehrstuhl für Strafrecht. 1991 promovierte er an der Lomonossow-Universität in Moskau (Russland). Später war er Prodekan der Rechtswissenschaftlichen Fakultät an der Universität Vilnius. Jetzt ist er Dozent am Lehrstuhl für Strafjustiz und lehrt Strafrecht.
Von 1991 bis 1992 war er Berater der Kommission für Landesschutz des Seimas, 1993 Konsultant der Juristischen Unterabteilung des Seimas, von 1993 bis 1995 Gehilfe des litauischen Justizministers, von 1995 bis 1997 Berater des Präsidenten Litauens und von 1997 bis 2000 Referent des Präsidentenberaters, von 2000 bis 2002 Präsidentenberater und Leiter der Rechtsabteilung, vom März 2002 bis zum 14. März 2011 Richter des Litauischen Verfassungsgerichts (Lietuvos Respublikos Konstitucinis Teismas). Seit April 2011 ist er Richter des Obersten Gerichts Litauens.